# Конечны, Хильда
Хильда Конечны (другой вариант — Конецни; нем. Hilde Koneczny; 21 марта 1905 года, Вена — 20 апреля 1980 года, там же) — австрийская оперная певица, лирико-драматическое сопрано. Известность Хильде Конечны принесли роли в операх Вагнера, особенно партия Зиглинды в «Валькири». Большую часть карьеры работала в Венской государственной опере.

## Биография
Обучалась у Рудольфа Ниллиуса в Венской консерватории и у Людмилы Прохаска-Нойман в Праге. На сцене дебютировала в 1929 году в Яблонце-над-Нисоу (по другим данным — в Кемнице), исполнив партию Зиглинды. С 1932 по 1938 году пела в Праге, в том числе исполнила партию Катерины в опере «Катя Кабанова» Яначека, поставленной Немецким театром. В 1936 была впервые приглашена в Венскую и Парижскую оперы на роль Донны Эльвиры в «Доне Жуане» Моцарта. В 1937 и 1939 годах посещала США. В сезоне 1938—1939 годов пела в Ковент-Гарден, снова вернувшись в Лондон только в 1947 году. С 1936 по 1946 годы принимала участие в Зальцбургском фестивале. В 1949 году гастролировала в театре «Колон» в Буэнос-Айресе. В 1950 году в партии Зиглинды участвовала в постановке оперы «Валькирии» в Ла Скала в Милане, дирижировал которой Вильгельм Фуртвенглер.
Хильда Конечны обладала голосом необычайной красоты, среди её крупных ролей партии Агаты в «Вольном стрелке»; Изольды в «Тристане и Изольде», Брунгильды в «Зигфриде», Елизаветы в «Тангейзере», маршальши в «Кавалере розы», Леоноры в «Фиделио», Хрисофемида «Электре». Наиболее удачными партиями в её исполнении признаются лирические и лирико-комедийные работы.
Хильда Конечны снискала популярность у венской публики, и продолжала петь небольшие роли до 1970-х годов. Последней стала партия Филипьевны в опере Чайковского «Евгений Онегин». Её сестра, Анни Конечны (1902—1968), также была оперной певицей, известной партиями в произведениях Рихарда Вагнера и Рихарда Штрауса. С последним Хильду Конечны связывали также совместные выступления.
В 1946 году Венская государственная опера наградила Хильду Конечны почётным титулом «каммерзенгерин».

## Избранная фильмография
- Венские девушки (1949)[4]